# Хомутниковское сельское муниципальное образование
Хомутниковское сельское муниципальное образование — сельское поселение в Ики-Бурульском районе Калмыкии. Административный центр и единственный населённый пункт в составе СМО — посёлок Хомутников.

## География
Хомутниковское СМО граничит:
- на юго-западе — с Чолунхамурским, Манцинкецовским и Чограйским СМО,
- на западе — с Манычским СМО,
- на севере — с Ики-Бурульским СМО,
- на востоке — со Светловским СМО,
- на юге — со Ставропольским краем.

## Население
| 2002 | 2010 | 2011 | 2012 | 2013 | 2014 | 2015 |
| ---- | ---- | ---- | ---- | ---- | ---- | ---- |
| 870  | ↘712 | ↘708 | ↘694 | ↘673 | ↘661 | ↗663 |
| 2016 | 2017 | 2018 | 2019 | 2020 | 2021 |      |
| ↘634 | ↗643 | ↘632 | ↘603 | ↘576 | ↘549 |      |

### Национальный состав
По данным Всероссийской переписи населения 2010 года:
| Национальность | Численность (чел.) | Процентное соотношение |
| -------------- | ------------------ | ---------------------- |
| Калмыки        | 530                | 74,44%                 |
| Русские        | 92                 | 12,92%                 |
| Даргинцы       | 81                 | 11,38%                 |
| Другие         | 9                  | 1,26%                  |
| Всего          | 712                | 100,00%                |